# Distrito de Barpeta
Barpeta (en asamés; বৰপেটা জিলা) es un distrito de India en el estado de Assam. Código ISO: IN.AS.BA.
Comprende una superficie de 3 245 km².
El centro administrativo es la ciudad de Barpeta.

## Demografía
Según censo 2011 contaba con una población total de 1 693 190 habitantes, de los cuales 825 299 eran mujeres y 867 891 varones.